# Квенский язык
Квенский язык — один из прибалтийско-финских языков, на котором говорят квены; близок к финскому языку, иногда рассматривается как его диалект. Известен также под названиями «финский квенский язык» и «северный финский язык».
На нем говорят квены, проживающие в фюльке Финнмарк и Тромс на севере Норвегии. Известен также под названиями «финский квенский язык» и «северный финский язык». Вместе с саамским, цыганским (норв. romanes) и скандинавско-цыганским языком (норв. romani) является одним из языковых меньшинств Норвегии и охраняется европейским Пактом о языковых меньшинствах. В коммуне Порсангер имеет статус административного языка наравне с норвежским.
Крупнейшая регулирующая организация — Norske Kveners Forbund. В 2005 квенский был признан самостоятельным языком; в 2006 году Стортинг выпустил приказ о стандартизации квенского языка и выпуске грамматики, Квенский институт начал работу над проектом. В 2007 году был основан Квенский языковой совет, а в 2008 — Языковое собрание.
По мнению некоторых норвежских источников, в настоящее время квенский более всего из всех европейских языков подвержен угрозе исчезновения. В настоящее время со стороны государства и регулирующих организаций ведется активная политика по его возрождению; в двух коммунах, кроме обучения на квенском, введена возможность сдачи языкового экзамена по европейской системе оценивания, однако эти меры не могут считаться достаточными.

## Родственные связи
По своей сути представляет собой диалект финского языка. Отличается от стандартного финского главным образом лексикой. Носители финского языка более или менее понимают квенский язык (за исключением отдельных слов).
Если сравнивать квенский язык с языком меянкиели (торнедальским финским), то к этому языку он даже более близок, чем к финскому стандартному языку.
В квенском языке имеется достаточно большое число слов, заимствованных из норвежского языка (подобно тому, как в меянкиели имеется достаточно большое число слов, заимствованных из шведского). Так, в квенском распространены норвежские заимствования, например: tyskäläinen (от норв. tysk) вместо финского saksalainen — немец. Используются также устаревшие слова, которые больше не используются в стандартном финском.

## Распространение и численность носителей

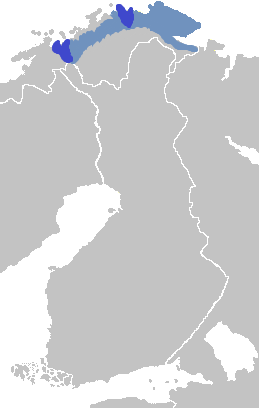
Карта распространения квенского языка

Большая часть носителей проживает в населённых пунктах Бугёйнес, Нейден, Вестре-Якобсельв, Бёрсельв и Вадсё на северо-востоке Норвегии. 
Число говорящих в зависимости от критериев оценки варьируется от 2 до 8 тысяч человек. По информации «Федерации норвежских квенов» число носителей языка составляло в 1998 году 6,5 тысяч человек.
Число носителей сокращается год от года, а средний возраст увеличивается; язык практически не используется молодым поколением, хотя в двух коммунах была введена возможность обучения квенскому языку. 

### Изучение языка
Одним из наиболее значительных исследователей квенского языка был Йенс Андреас Фрис (1821—1896), норвежский лингвист, исследователь фольклора и картограф.

### Правовое положения языка
В 2005 году квенский язык, согласно Европейской хартии региональных языков, был признан языком меньшинств.
В Норвегии по состоянию на 2010 год не существовало законодательных актов, которые регулировали бы использование квенского языка. В документе, опубликованном в 2008 году, говорится, что Министерство культуры и по делам церкви Норвегии несёт особую ответственность в вопросе защиты языков национальных меньшинств; кроме того, в документе сказано, что Министерство занимается организацией конференции по возрождению квенского языка. Планируется, что на основании этого документа будет принят соответствующий законодательный акт.
Язык имеет крайне нестабильное положение ввиду того, что почти не используется младшим поколением, а потому близок к вымиранию.

### Обучение на квенском языке
Норвежский закон об образовании от 30 августа 1998 года предусмотрел право на получение образования на финском языке на уровне начальной и средней школы в провинциях Тромс и Финнмарк при условии, что в нем нуждаются не менее трех учеников квенско-финского происхождения. В провинциях Тромс и Финнмарк число учеников, изучающих финский выросло с 45 в 1994 году до 1100 в 2004 году.

## Использованные ресурсы
на русском языке
- Лидер квенов: «Представители малых народов должны говорить на родных языках между собой, а не переходить на язык большинства». Сайт Информационного центра Finugor (31 августа 2012). Дата обращения: 1 марта 2013. Архивировано 8 марта 2018 года.
- Северное сотрудничество. Язык (недоступная ссылка) // Информационное бюро Совета Министров Северных Стран в Санкт-Петербурге, Россия. (Дата обращения: 21 февраля 2012)

на других языках
- Store Norske Leksikon. Kvensk Архивная копия от 18 сентября 2020 на Wayback Machine (норв.)
- Språkrådet. Språknytt 4/2015. Eläkhöön kväänin kieli – leve kvensk! Архивная копия от 27 декабря 2019 на Wayback Machine(норв.)
- Kainun institutti — Kvensk institutt. Kvener Архивная копия от 19 января 2013 на Wayback Machine(норв.)
- Bestefar lærer Iver Isak (5) det utryddingstrua språket kvensk Архивная копия от 1 мая 2018 на Wayback Machine (норв.)
- Nordlige folk. Kvensk språk Архивная копия от 27 декабря 2019 на Wayback Machine (норв.)
- Eira Söderholm. Kvensk grammatikk (норв.) (PDF). Universitetet i Tromsø (2009). Дата обращения: 5 июня 2012. Архивировано 26 июня 2012 года.
- Kvener (норв.). Kainun institutti — Kvensk institutt. Дата обращения: 7 июня 2012. Архивировано 7 июня 2012 года.
- Kainun institutti / Kvensk institutt. Nasjonalt senter for kvensk språk og kultur (норв.) (PDF). Kainun institutti — Kvensk institutt. Дата обращения: 5 июня 2012. Архивировано 25 июня 2012 года.